# Phalotris
Phalotris es un género de serpientes de la subfamilia Dipsadinae. Sus especies se distribuyen por Sudamérica, excepto al oeste de los Andes.

## Especies
Se reconocen las siguientes:
- Phalotris bilineatus (Duméril, Bibron & Duméril, 1854)
- Phalotris concolor Ferrarezzi, 1993
- Phalotris cuyanus (Cei, 1984)
- Phalotris labiomaculatus De Lema, 2002
- Phalotris lativittatus Ferrarezzi, 1993
- Phalotris lemniscatus (Duméril, Bibron & Duméril, 1854)
- Phalotris matogrossensis Lema, D'Agostini & Cappelari, 2005
- Phalotris mertensi (Hoge, 1955)
- Phalotris multipunctatus Puorto & Ferrarezzi, 1993
- Phalotris nasutus (Gomes, 1915)
- Phalotris nigrilatus Ferrarezzi, 1993
- Phalotris sansebastiani Jansen & Köhler, 2008
- Phalotris tricolor (Duméril, Bibron & Duméril, 1854)